# Ursula Heilig
Ursula Heilig (geboren am 28. Februar 1937 in Frankenstein, Landkreis Frankenstein, Provinz Niederschlesien; gestorben am 17. August 2022 in Ingolstadt) war eine deutsche Überlebende des Porajmos.

## Leben
Ursula Heilig wurde am 28. Februar 1937 als Ursula Hartmann in Frankenstein geboren. Ihre schlesische Sinti-Familie leitete ein Zirkusunternehmen. 
Um der Verfolgung und Ermordung der Sinti und Roma zu entkommen, flüchtete Heilig zwischen 1940 und 1945 mit ihrer Mutter Auguste Sperlich, ihren Geschwistern und weiteren Angehörigen. Die Familie versteckte sich. Große Teile ihrer Verwandtschaft wurden im Konzentrations- und Vernichtungslager Auschwitz-Birkenau ermordet. Heilig selber, gemeinsam mit ihren Geschwistern und ihrer Mutter, überlebte.
Nach dem Zweiten Weltkrieg arbeitete Heilig mit dem Zentralrat und dem Dokumentations- und Kulturzentrum Deutscher Sinti und Roma zusammen. Mehrfach begleitete sie eine Delegationen des Zentralrats am 2. August zur internationalen Gedenkfeier nach Auschwitz-Birkenau. Als Zeitzeugin agierte sie als Gesprächspartnerin für Jugendliche in der Internationalen Jugendbegegnungsstätte Auschwitz. Zudem nahm Heilig am jährlichen Gedenken in Sachsenhausen sowie im Bundesrat teil.
Heilig hatte vier Kinder. Bis zu ihrem Tode lebte sie mit ihrer Familie in Manching. Am 17. August 2022 verstarb die Sinteza Ursula Heilig im Alter von 85 Jahren in Ingolstadt. Dies teilte der Zentralrat Deutscher Sinti und Roma mit. 
„Ursula Heilig war eine ausgesprochen sanfte und freundliche Frau, die mit ihrem dezenten Auftreten als Zeitzeugin gerade bei den Freiwilligen in den Gedenkstätten und bei Gruppen eine sehr beliebte Ansprechpartnerin war. Auch bei den Delegationen war sie bekannt dafür, dass sie sich über die immer wieder mal auftretenden Probleme bei Reisen nicht beschwerte, sondern lieber mithalf, diese zu lösen“, sagte ein Pressesprecher des Zentralrates der Sinti und Roma über Ursula Heilig.